# Magnesionigerite-2N1S
La magnesionigerite-2N1S è un minerale appartenente al gruppo della nigerite.